# Stefano Ferrario
Stefano Ferrario (Rho, 28 marzo 1985) è un allenatore di calcio ed ex calciatore italiano, di ruolo difensore.

## Carriera

### Calciatore

#### Esperienze in C1 e B
Cresce nel Como, con il quale debutta in serie C1 nel 2004. Nel 2005 si trasferisce alla Ternana, dove gioca una stagione in serie B ed una in serie C1.
Nel 2007 passa al Ravenna dove gioca 7 partite in serie B, poi resta in Romagna anche nella stagione successiva in serie C1.

#### Lecce e parentesi a Parma
Nel gennaio 2010 passa al Lecce, dove ottiene una maglia da titolare della squadra che nel maggio seguente otterrà la promozione in Serie A. Debutta in massima serie il 29 agosto 2010 allo Stadio Giuseppe Meazza di Milano in occasione di Milan-Lecce (4-0). In tutta la stagione, terminata con la salvezza dei salentini, disputerà 20 partite in Serie A. Al termine della gara vinta per 2-0 contro la Juventus al Via del mare nel febbraio 2011 si frattura la mandibola, infortunio che lo terrà fermo per un mese facendogli rinunciare alla convocazione in nazionale per il match italia-Slovenia .  Rimane in giallorosso anche nella stagione 2011-2012. Segna la sua prima rete in massima serie il 10 dicembre 2011, nella gara Lecce-Lazio (2-3).
Il 25 gennaio 2012 si trasferisce con la formula del prestito con diritto di riscatto della comproprietà dal Lecce al Parma. Nell'ambito della stessa operazione di mercato, il centrocampista Manuele Blasi passa al Lecce a titolo definitivo. Con i ducali scende in campo in 4 partite di massima serie.
Il Parma non riscatta il giocatore in attesa di giudizio per calcio scommesse e perciò ritorna al Lecce, nel frattempo retrocesso in Lega Pro Prima Divisione per illecito sportivo. In Salento gioca da titolare i primi due turni di Coppa Italia ed è proprio nella seconda partita (Torino-Lecce 4-2) che firma un autogol a favore dei granata. A causa di vari infortuni e risentimenti fisici non salta neanche una presenza con la maglia giallorossa fino alla partita Lecce-AlbinoLeffe (0-0) del 22 dicembre 2012. In questo match subisce un ulteriore infortunio che lo costringe a chiudere il girone d'andata con una sola presenza. Nella finestra invernale del mercato, salta il suo passaggio al Pescara e il giocatore rimane nel Salento.
Il 22 luglio 2013 rescinde il contratto che lo legava ai salentini fino al 2014.

#### Virtus Lanciano e Catania
Dopo la squalifica per il calcioscommesse, Ferrario, il 4 dicembre dello stesso anno si accasa alla Virtus Lanciano firmando un contratto biennale. Il 22 novembre 2014 segna il suo primo gol nel pareggio interno per 1-1 contro il Crotone in Serie B.
Totalizza 33 presenze e 1 gol.
Il 27 agosto 2015 firma un contratto biennale con il Catania, retrocesso in Lega Pro come conseguenza del nuovo scandalo calcioscommesse; nel contratto è presente una clausola che consente al club etneo di rescindere il contratto in caso di nuove squalifiche di Ferrario.

#### Sambenedettese ed Arezzo
Nell'estate 2016 passa alla Sambenedettese in Lega Pro, dove gioca 12 partite nella prima parte del campionato portando la Sambenedettese prima in classifica del girone B al cospetto di squadre come parma e Venezia . Nel gennaio 2017 si trasferisce a titolo definitivo all'Arezzo.

### Allenatore
Nell'ottobre 2024 ha intrapreso la carriera da allenatore, venendo nominato tecnico dell'Unione Sportiva Russi.

## Calcioscommesse
Il 10 luglio 2013 seguente viene deferito dal procuratore federale Stefano Palazzi per illecito sportivo in riguardo al quarto filone dell'inchiesta di Cremona in relazione alla partita Lecce-Lazio del 22 maggio 2011.
Il 24 luglio Palazzi chiede per Ferrario una squalifica di 3 anni e 6 mesi. Prende poi la decisione di rilasciare delle dichiarazioni spontanee al pubblico ministero di Cremona Roberto Di Martino; già la settimana precedente il suo avvocato aveva chiesto un'audizione ma l'istanza era stata rigettata poiché Palazzi riteneva di non aver bisogno di altri elementi per dimostrare l'illecito consumato in Lecce-Lazio. Ferrario, oltre ad ammettere le colpe (non aver denunciato Alessandro Zamperini per la proposta, rifiutata, d'illecito) avrebbe nel corso di questi mesi messo a fuoco particolari non secondari ripensando con attenzione ai fatti dell'epoca. Il 2 agosto Ferrario viene condannato in primo grado a 6 mesi di squalifica per omessa denuncia, squalifica poi ridotta in appello a 4 mesi.
Il 9 febbraio 2015 la procura di Cremona termina le indagini e formula per lui e altri indagati le accuse di associazione a delinquere e frode sportiva.
Il 13 agosto seguente il procuratore federale Stefano Palazzi firma una sorta di deferimento bis per alcuni degli incolpati per le due partite Lazio-Genoa del 14 maggio 2011 e Lecce-Lazio del 22 maggio dello stesso anno secondo un "ricorso per revocazione" in base all'articolo 39 del Codice di Giustizia Sportiva che consente di tornare su situazioni già giudicate in presenza di elementi nuovi e cioè in questo caso l'interrogatorio di Ilievsky del 27 aprile 2015; per Ferrario chiede 3 anni e 6 mesi di squalifica.
Il 30 settembre seguente la Corte Federale d'Appello della FIGC giudica però inammissibile il ricorso di Palazzi.

## Statistiche

### Presenze e reti nei club
| Stagione             | Squadra         | Campionato      | Campionato | Campionato | Coppe nazionali | Coppe nazionali | Coppe nazionali | Coppe continentali | Coppe continentali | Coppe continentali | Altre coppe | Altre coppe | Altre coppe | Totale | Totale |
| Stagione             | Squadra         | Comp            | Pres       | Reti       | Comp            | Pres            | Reti            | Comp               | Pres               | Reti               | Comp        | Pres        | Reti        | Pres   | Reti   |
| -------------------- | --------------- | --------------- | ---------- | ---------- | --------------- | --------------- | --------------- | ------------------ | ------------------ | ------------------ | ----------- | ----------- | ----------- | ------ | ------ |
| 2003-2004            | Como            | B               | 0          | 0          | CI              | 0               | 0               | -                  | -                  | -                  | -           | -           | -           | 0      | 0      |
| 2004-2005            | Como            | C1              | 17         | 1          | CI-C            | 3               | 0               | -                  | -                  | -                  | -           | -           | -           | 20     | 1      |
| Totale Como          | Totale Como     | Totale Como     | 17         | 1          |                 | 3               | 0               |                    | -                  | -                  |             | -           | -           | 20     | 1      |
| 2005-2006            | Ternana         | B               | 14         | 0          | CI              | 0               | 0               | -                  | -                  | -                  | -           | -           | -           | 14     | 0      |
| 2006-2007            | Ternana         | C1              | 18         | 0          | CIC             | 0               | 0               | -                  | -                  | -                  | -           | -           | -           | 18     | 0      |
| Totale Ternana       | Totale Ternana  | Totale Ternana  | 32         | 0          |                 | 0               | 0               |                    | -                  | -                  |             | -           | -           | 32     | 0      |
| 2007-2008            | Ravenna         | B               | 7          | 1          | CI              | 0               | 0               | -                  | -                  | -                  | -           | -           | -           | 7      | 1      |
| 2008-2009            | Ravenna         | 1D              | 22+2       | 2          | CI              | 3               | 0               | -                  | -                  | -                  | -           | -           | -           | 27     | 2      |
| 2009-gen. 2010       | Ravenna         | 1D              | 14         | 0          | CI              | 1               | 0               | -                  | -                  | -                  | -           | -           | -           | 15     | 0      |
| Totale Ravenna       | Totale Ravenna  | Totale Ravenna  | 43+2       | 3          |                 | 4               | 0               |                    | -                  | -                  |             | -           | -           | 49     | 3      |
| gen.-giu. 2010       | Lecce           | B               | 14         | 0          | CI              | -               | -               | -                  | -                  | -                  | -           | -           | -           | 14     | 0      |
| 2010-2011            | Lecce           | A               | 20         | 0          | CI              | 0               | 0               | -                  | -                  | -                  | -           | -           | -           | 20     | 0      |
| 2011-gen. 2012       | Lecce           | A               | 8          | 1          | CI              | 1               | 0               | -                  | -                  | -                  | -           | -           | -           | 9      | 1      |
| gen.-giu. 2012       | Parma           | A               | 4          | 0          | CI              | -               | -               | -                  | -                  | -                  | -           | -           | -           | 4      | 0      |
| 2012-2013            | Lecce           | 1D              | 8+1        | 0          | CI+CI-LP        | 2+2             | 0               | -                  | -                  | -                  | -           | -           | -           | 13     | 0      |
| Totale Lecce         | Totale Lecce    | Totale Lecce    | 50+1       | 1          |                 | 5               | 0               |                    | -                  | -                  |             | -           | -           | 56     | 1      |
| gen.-giu. 2014       | Lanciano        | B               | 12         | 0          | CI              | -               | -               | -                  | -                  | -                  | -           | -           | -           | 12     | 0      |
| 2014-2015            | Lanciano        | B               | 21         | 2          | CI              | 2               | 0               | -                  | -                  | -                  | -           | -           | -           | 23     | 2      |
| Totale Lanciano      | Totale Lanciano | Totale Lanciano | 33         | 2          |                 | 2               | 0               |                    | -                  | -                  |             | -           | -           | 35     | 2      |
| 2015-2016            | Catania         | LP              | 15         | 0          | CI+CI-LP        | 0+1             | 0               | -                  | -                  | -                  | -           | -           | -           | 16     | 0      |
| sett. 2016-gen. 2017 | Sambenedettese  | LP              | 12         | 0          | -               | -               | -               | -                  | -                  | -                  | -           | -           | -           | 12     | 0      |
| gen.-giu. 2017       | Arezzo          | LP              | 4+1        | 0          | CI+CI-LP        | -               | -               | -                  | -                  | -                  | -           | -           | -           | 5      | 0      |
| 2017-2018            | Arezzo          | C               | 10         | 0          | CI+CI-C         | 1+0             | 0               | -                  | -                  | -                  | -           | -           | -           | 11     | 0      |
| Totale Arezzo        | Totale Arezzo   | Totale Arezzo   | 14+1       | 0          |                 | 1               | 0               |                    | -                  | -                  |             | -           | -           | 16     | 0      |
| 2018-2019            | Forlì           | D               | 12         | 0          | CI-D            | 0               | 0               | -                  | -                  | -                  | -           | -           | -           | 12     | 0      |
| 2019-gen. 2020       | Tre Fiori       | CS              | 12         | 0          | CT              | 2               | 1               | -                  | -                  | -                  | SSM         | 1           | 0           | 3      | 1      |
| gen.-giu. 2020       | Cattolica       | D               | 2          | 0          | CI-D            | 0               | 0               | -                  | -                  | -                  | -           | -           | -           | 2      | 0      |
| Totale carriera      | Totale carriera | Totale carriera | 236+4      | 8          |                 | 16              | 0               |                    | -                  | -                  |             | 1           | 0           | 257    | 8      |

## Palmarès

### Club

#### Competizioni nazionali
- Campionato italiano di Serie B: 1

Lecce: 2009-2010
- Supercoppa di San Marino: 1

Tre Fiori: 2019